# Vaya Con Dios
Vaya Con Dios (z jęz. hiszp. Idź z Bogiem) – belgijski zespół muzyczny założony w 1986 roku przez Dani Klein, Dirka Schoufsa, i Willy'ego Lambregta, który później został zastąpiony przez Jean-Michel Gielena. 
Największe przeboje zespołu to: „Don’t Cry for Louie”, „Nah Neh Nah”, „Puerto Rico”, „What’s a Woman”, „Time Flies”, „Heading for a Fall” oraz „Don’t Break My Heart”. 
Zespół działał do 1996 roku. W 2004 roku, po ośmiu latach przerwy zespół reaktywował się. 25 października 2014 roku w Brukseli odbył się pożegnalny koncert zespołu. Materiał rejestrowany podczas koncertu został wydany na płycie zatytułowanej Thank You All, która ukazała się 8 grudnia 2014 roku.
Grupa powróciła w 2022 roku, z nowym albumem – What's a Woman.

## Dyskografia

### Albumy studyjne
- Vaya Con Dios (1988)
- Night Owls (1990)
- Time Flies (1992)
- Roots and Wings (1995)
- The Promise (2004)
- Comme on est venu... (2009) – złota płyta w Polsce[3]

### Albumy kompilacyjne
- The Best of (1996) – platynowa płyta w Polsce[4]
- What’s a Woman: The Blue Sides of Vaya Con Dios (1998)
- The Ultimate Collection (2006)
- Thank You All (2014)